# Magdalena Sørensen
Linda Magdalena Sørensen är en svensk författare och översättare från franska och engelska. Hon har bland annat översatt Marguerite Duras, Joan Didion, Édouard Glissant och Simone de Beauvoir samt ägnat stort intresse åt kanadensisk litteratur.
Hon har varit styrelseledamot i Översättarsektionen inom Sveriges författarförbund.

## Översättningar (urval)
- Édouard Glissant: Indiorna: en dikt om den nakna nattens erövrare (Les Indes) (tillsammans med Catherine Delpech-Hellsten) (Elisabeth Grate förlag, 2012)
- Pierre Szalowski: Fiskar ändrar riktning i kallt vatten (Le froid modifie la trajectoire des poissons) (Sekwa, 2013)
- Jocelyne Saucier: Det regnade fåglar (Il pleuvait des oiseaux) (Tranan, 2013)
- Stéphane Hessel och Dalai lama: Fred: för mänsklighetens andliga framsteg: ett samtal (Déclarons la paix) (Louise Lindfors förlag, 2013)
- Kanada berättar : minne av vatten, tjugofem noveller (Tranan, 2015)
- Joan Didion: Politiska fiktioner (Political fictions) (tillsammans med Anna Lindberg) (Atlas, 2016)
- Joan Didion: Anteckningar (South and West) (Atlas, 2017)
- Marie Modiano: En enkel visa och andra dikter (Pauvre chanson et autres poèmes) (Elisabeth Grate förlag, 2019)
- Joan Didion: Låt mig berätta vad jag menar (Let me tell you what I mean) (Natur & Kultur, 2022)

## Egna verk
- Trouble Shooting (Naissance Chapbooks, 2011)
- Alltings ordning (Natur & Kultur, 2024)

## Antologier
- Sällskapet de Nios litterära kalender 2023: "Utanför berättelsen" (essä)